# Sloan Great Wall

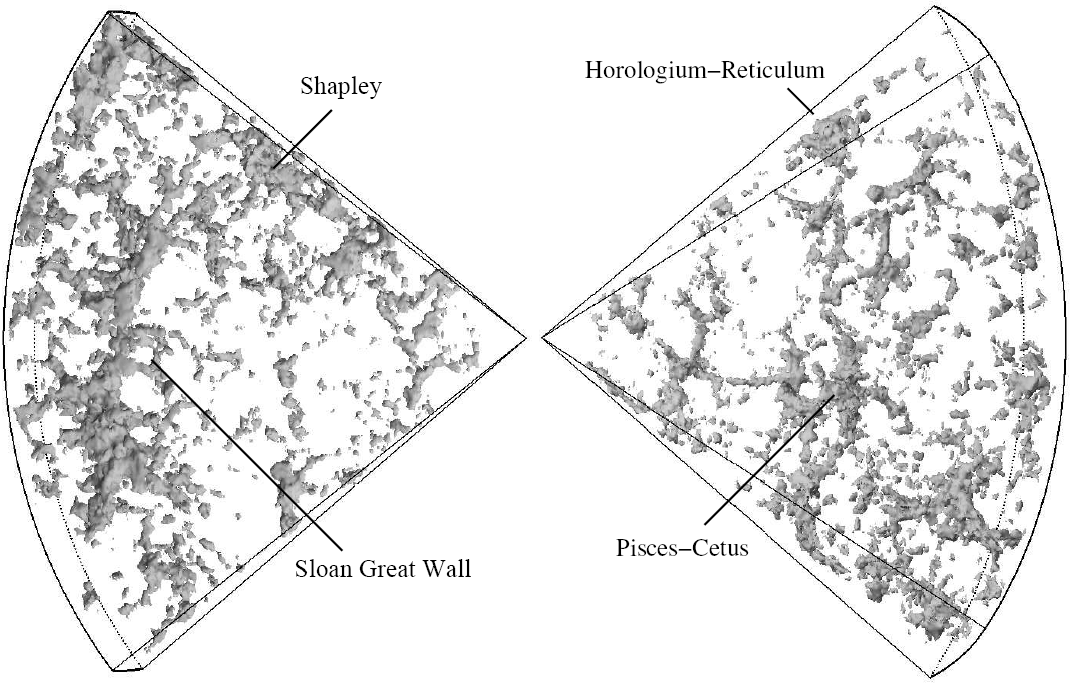
Lo Sloan Great Wall in una ricostruzione basata sui dati della 2dF Galaxy Redshift Survey.

La Grande muraglia di Sloan è un gigantesco ammasso di galassie nonché la sesta più grande struttura dell'universo visibile dopo la Grande muraglia di Ercole, il Giant GRB Ring, l'ammasso di quasar Huge-LQG, U1.11 e Clowes-Campusano LQG, ma prima della Grande muraglia Cf2A.
La sua scoperta, avvenuta utilizzando i dati dello Sloan Digital Sky Survey, venne annunciata nell'ottobre del 2003 da John Richard Gott III e Mario Jurić della Princeton University, e da altri colleghi.

## Dimensioni
La Grande muraglia Sloan, che misura 1,37 miliardi di anni luce in lunghezza ed è distante circa un miliardo di anni luce, è quasi tre volte più lunga della Grande muraglia Cf2A delle galassie, il precedente detentore del record, scoperto da Margaret Geller e John Huchra nel 1989.
Gli astronomi precisano che tecnicamente la Grande muraglia Sloan non è una struttura. Come descritto da Jane Tang "gli elementi di una struttura sono in relazione gravitazionale l'uno con l'altro. Ad esempio il sistema solare è una struttura perché la Terra ruota attorno al Sole a causa della gravità di quest'ultimo. Le galassie di questa struttura sono coinvolte dal punto di vista gravitazionale e potrebbero in futuro evolvere in gruppi di galassie. Ma lo Sloan Great Wall non è una struttura. Questo è un errore dovuto alle misurazioni utilizzate per valutarne la distanza".
Così, la struttura a filamento scoperta grazie al telescopio Subaru nel luglio 2006 è la più grande struttura conosciuta nell'universo, nonostante sia sensibilmente più piccola rispetto all'Universo stesso.